# Richtlinie 2008/118/EG (Verbrauchsteuersystemrichtlinie)
Die Richtlinie 2008/118/EG (Verbrauchsteuersystemrichtlinie) ist eine EU-Richtlinie, die Rahmenbedingungen für das Verbrauchsteuersystem im europäischen Binnenmarkt festlegt. Sie enthält Bestimmungen darüber, wie Herstellung, Lagerung und Transport von Tabakwaren, Energieerzeugnissen und elektrischem Strom, Alkohol und alkoholhaltigen Getränken in den Mitgliedstaaten verbrauchsteuerrechtlich zu behandeln sind. Sie verpflichtet die Mitgliedstaaten darauf, dass Verbrauchsteuern auf andere Waren – die grundsätzlich zulässig sind – nicht mit Formalitäten beim Grenzübertritt verbunden sein dürfen.

## Zweck und Grundlagen
Zweck der Richtlinie ist Harmonisierung der Steuersysteme, um einen Binnenmarkt mit freien Warenverkehr ohne Grenzkontrollen zu schaffen. Ihre Grundlage ist Artikel 113 des Vertrags über die Arbeitsweise der Europäischen Union (AEUV). Dieser trägt der Europäischen Union auf, die für einen funktionierenden Binnenmarkt nötigen Bestimmungen zur rechtlichen Harmonisierung der Verbrauchsteuern zu erlassen. Der Erlass erfolgt durch den Rat nach dem Einstimmigkeitsprinzip und im Verfahren der besonderen Gesetzgebung.
Gegenstand der Richtlinie sind vor allem Herstellung und Lagerung verbrauchsteuerpflichtiger Waren in der Gemeinschaft, deren Einfuhr aus einem Drittland und der Transport innerhalb der Gemeinschaft. Sie enthält Bestimmungen darüber, wie Herstellung, Lagerung und Transport von Tabakwaren, Energieerzeugnissen und elektrischem Strom, Alkohol und alkoholhaltigen Getränken in den Mitgliedstaaten verbrauchsteuerrechtlich zu behandeln sind (harmonisierte Verbrauchsteuern). Die Besteuerung der von der Richtlinie harmonisierten Waren wird in verschiedenen EU-Richtlinien näher geregelt, siehe Abschnitt #Weitere Verbrauchsteuerrichtlinien.
Die Steuerhoheit verbleibt bei den Mitgliedstaaten. Sie können eigene, nicht-harmonisierte Verbrauchsteuerarten, Bemessungsgrundlagen und Steuersätze erheben. Sie sind aber dazu verpflichtet, dies so zu tun, dass keine Grenzkontrollen und Formalitäten beim Grenzübertritt notwendig werden. Damit soll verhindert werden, dass durch nicht-harmonisierte Verbrauchsteuern die Verwirklichung des Binnenmarktes behindert wird. Die Bestimmungen der Richtlinie für harmonisierte Steuern werden von Mitgliedstaaten der EU freiwillig auf die Gesetzgebung für nicht-harmonisierte Verbrauchsteuern angewendet. In Deutschland gilt dies für die Kaffeesteuer und Alkopopsteuer.
Es ist den Mitgliedstaaten auch gestattet, weitere indirekte Steuern auf die harmonisierten Waren zu erheben, wenn dies zu Lenkungszwecken geschieht. Lenkungssteuern zur Verfolgung umweltpolitischer Ziele beispielsweise sind also erlaubt. Die Verbrauchsteuerrichtlinien der EU betreffen grundsätzlich nicht Steuern, die nicht grenzüberschreitend wirksam werden (z. B. Gemeindesteuern), denn schon Artikel 113 AEUV räumt der EU nicht die hierzu erforderliche Kompetenz ein.
In der Regel gilt für Verbrauchsteuern im Warenverkehr der EU das Bestimmungslandprinzip: Im Exportstaat sind verbrauchsteuerpflichtige Waren steuerbefreit, die Steuern sind in dem Staat zu entrichten, in dem sie verbraucht werden. Nur in Ausnahmefällen werden Waren im Herkunftsland versteuert, dieses Herkunftslandprinzip greift beim privaten Kauf von Waren im EU-Ausland und mit anschließendem privaten Transport über die Grenze.
Mit der Steuerhoheit haben die EU-Staaten auch weiter die Ertragshoheit, ihnen fließt das Steueraufkommen zu. Die Zahlung der Steuer kann ausgesetzt werden, bis die Waren in den freien Verkehr kommen. Mitgliedstaaten können unter bestimmten Bedingungen Verbrauchsteuern erstatten oder erlassen. Eine Steuerbefreiung ist nur in einigen Fällen erlaubt, wenn entweder die Verbrauchsteuersystemrichtlinie (Art. 12) oder eine der spezifischen Richtlinien für die harmonisierten Verbrauchsteuern das vorsieht. Das betrifft zum Beispiel die Verwendung im Rahmen diplomatischer Beziehungen  oder bestimmter internationaler Einrichtungen und Organisationen. Auch Waren aus Duty-free-Shops können von der Verbrauchsteuer ausgenommen werden, wenn der Reisende nach dem Kauf per Flugzeug oder Schiff unterwegs in ein Drittland ist.
Die Richtlinie unterscheidet zwischen dem Transport verbrauchsteuerpflichtiger Gegenstände unter Aussetzung der Steuer und dem Transport im freien Verkehr (nach Zahlung der Steuer).

## Entstehung von Steuerpflicht und -anspruch
Die Verbrauchsteuerpflicht entsteht für die von der Richtlinie erfassten Waren bei ihrer Herstellung oder Einfuhr in das Gebiet der Gemeinschaft. Solange die Waren sich in bestimmten zulässigen Steuerlagern befinden oder auf zulässigen Wegen befördert werden, sind die Steuern aber ausgesetzt.
Der Steueranspruch entsteht erst, wenn die Ware in den steuerrechtlich freien Verkehr überführt wird, und in dem Mitgliedstaat, wo dies geschieht. Es gilt also das Bestimmungslandprinzip, die Waren werden in der Regel im Land des Erwerbers besteuert (siehe auch die analoge umsatzsteuerliche Behandlung des innergemeinschaftlichen Erwerbs und der anschließenden innergemeinschaftlichen Lieferung). Steuerschuldner ist in der Regel derjenige, der die Ware in den freien Verkehr überführt. Der Steuersatz richtet sich nach den Bestimmungen des Staates, wo die Ware in den freien Verkehr gelangt.

## Verfahren der Steueraussetzung
Bis sie in den Verkehr gebracht werden, dürfen verbrauchsteuerpflichtige Waren unter Aussetzung der Steuer eingeführt, hergestellt, verarbeitet, gelagert, transportiert und in ein Drittland außerhalb der EU exportiert werden. Die Herstellung und Lagerung muss in zugelassenen Steuerlagern erfolgen. Solche noch nicht versteuerten Waren dürfen nur zwischen Steuerlagern bzw. registrierten Versendern und Empfängern befördert werden. Versender oder Empfänger müssen eine Sicherheit hinterlegen. Dieses Verfahren für die Beförderung unter Steueraussetzung wird durch ein EDV-System, das Excise Movement and Control System (EMCS), überwacht, das unter anderem Versand und Empfang der beförderten Waren erfasst. Ein elektronisches Verwaltungsdokument (e-VD) muss die Waren begleiten. Einzelheiten zum EMCS werden in der Verordnung (EG) Nr. 684/2009 (EMCS-Verordnung) geregelt.
Mit der Steueraussetzung soll vermieden werden, dass Hersteller und Händler die Verbrauchsteuern lange zwischenfinanzieren müssen, ehe sie zum Endverbraucher gelangen. Denn der Endverbraucher als Steuerdestinatar soll nach dem Willen des Gesetzgebers die Steuerlast tragen.

## Verfahren nach dem Inverkehrbringen
Alternativ zum Verfahren unter Steueraussetzung kann im gewerblichen Handelsverkehr die Steuer im Herkunftsland gezahlt und nach Ankunft der Ware im Zielland und nach Zahlung der Steuern dort vom Herkunftsland reklamiert werden.
Bei an Privatpersonen gerichteten Versandhandel Privatpersonen werden die Waren ebenfalls im Zielland besteuert. Das Versandunternehmen muss, weil es die Ware im Herkunftsland in den freien Verkehr bringt, sie auch im Herkunftsland versteuern. Es schuldet außerdem dem Zielland die Steuer. Er kann sich die im Herkunftsland gezahlten Steuern erstatten lassen.
Im Ausnahmefall, beim Erwerb für den Eigenbedarf und anschließenden Transport über eine innereuropäische Grenze durch eine Privatperson, werden die Verbrauchsteuern nach dem Herkunftslandprinzip erhoben. Die Mitgliedstaaten müssen bei der Frage, was noch als Eigenbedarf gilt, von der Richtlinie festgelegte Richtmengen für Tabakwaren (zum Beispiel 800 Zigaretten) und alkoholische Getränke (zum Beispiel 90 Liter Wein) beachten. Mineralöl, das auf „atypische Weise“ (nicht im Fahrzeugtank oder Benzinkanister) in ein Zielland transportiert worden ist, kann im Zielland bei einem weiteren Erwerb zusätzlich verbrauchsteuerpflichtig werden.
Die EU verspricht sich durch die Durchbrechung des Bestimmungslandprinzips bei diesen Privatverkäufen einen Wettbewerbsvorteil für Anbieter aus Niedrigsteuerländern, dadurch soll ein Druck zur Steuerminderung und -angleichung ausgeübt werden. Ein Steuerunterbietungswettlauf soll durch die Verbrauchsteuersatzrichtlinien mit deren Mindeststeuersätzen verhindert werden.

## Weitere Verbrauchsteuerrichtlinien
Verbrauchsteuerstrukturrichtlinien legen konkreter fest, welche Waren verbrauchsteuerpflichtig sind und bei welchen Verwendungszwecken Steuerermäßigungen oder -befreiungen möglich sind. Verbrauchsteuersatzrichtlinien legen Mindeststeuersätze fest. Dadurch soll ein Unterbietungswettlauf zwischen den Mitgliedsstaaten abgewendet werden. Verbrauchsteuersatzrichtlinien sind die Alkoholsteuersatzrichtlinie, Mineralölsteuersatzrichtlinie, Tabaksteuersatzrichtlinie der EU aus dem Jahre 1992 und spätere Neufassungen. In den Neufassungen für Tabakwaren und Energieerzeugnisse wurden Verbrauchsteuersatz- und -strukturrichtlinien in einer Richtlinie vereinigt.
Im Einzelnen handelt es sich um folgende Richtlinien (in ihren 2020 gültigen Fassungen):
- Alkohol: Richtlinie 92/83/EWG (Steuerstruktur), Richtlinie 92/84/EWG (Steuersätze)
- Tabakwaren: Richtlinie 2011/64/EU (Steuerstruktur und -sätze)
- Energieerzeugnisse und elektrischer Strom: Richtlinie 2003/96/EG (Energiesteuerrichtlinie, Steuerstruktur und -sätze)

## Entwicklung
Bereits in den Verträgen zur Zollunion (1968) waren Rechtsinstrumente zur Harmonisierung indirekter Steuern vorgesehen. In den 1970er Jahren erfolgte in mehreren Schritten eine Harmonisierung der Umsatzsteuern. Die Kommission schlug außerdem vor, dass auf Tabak, alkoholische Getränke und Mineralöle harmonisierte Verbrauchsteuern erhoben werden sollten. Diese Waren wurden bereits in den meisten Mitgliedstaaten besteuert. In einer 1972 erlassenen Richtlinie wurde eine einheitliche Struktur für eine Verbrauchsteuer auf Zigaretten festgelegt.
Mitte der 1980er Jahre wurde, mit der Wiederbelebung der europäischen Integration, die Vollendung des Binnenmarktes bis 1992 vorangetrieben. Im Jahr 1985 legte die Europäische Kommission im Weißbuch zur Vollendung des Binnenmarktes an den Rat ein Programm vor, das die Abschaffung von Grenzkontrollen, das steuerfreie Versenden von Waren innerhalb der EU und die Annäherung der Steuersätze vorsah. Mit der Errichtung des europäischen Binnenmarktes 1993 traten eine Reihe von Richtlinien in Kraft, die einen gemeinsamen Rahmen für Verbrauchsteuern schufen. Die Richtlinie 92/12/EWG „über das allgemeine System, den Besitz, die Beförderung und die Kontrolle verbrauchsteuerpflichtiger Waren“ gab das Verbrauchsteuersystem vor und wurde ergänzt durch Struktur- und Steuersatzrichtlinien für die harmonisierten Verbrauchsteuern. Mit Wegfall der Steuergrenzen zwischen den Mitgliedstaaten wurden auch einige nicht-harmonisierte Verbrauchsteuern abgeschafft. In Deutschland waren dies die Zuckersteuer, Salzsteuer, Leuchtmittelsteuer und Teesteuer.
Die Richtlinie 2008/118/EG ist die Nachfolgerichtlinie der EU-Richtlinie 1992/12/EWG. Insbesondere wurden in der Neufassung 2008 die rechtlichen Grundlagen für ein EDV-gestütztes Verfahren, das Excise Movement and Control System (EMCS), ergänzt, mit dem die Überwachung der Lagerung und Beförderung verbrauchsteuerpflichtiger Waren vereinfacht werden sollte.
Bis auf die Steuersätze sind die Bestimmungen über Verbrauchsteuern in allen Mitgliedstaaten mittlerweile weitgehend angeglichen. Das gilt für die Definition der Steuergegenstände, Steuerbefreiungen und Verfahren für Versand, Lagerung, Bearbeitung.
Die Richtlinie 2008/118/EG wird ab Februar 2023 durch ihre Neufassung, Richtlinie (EU) 2020/262 des Rates vom 19. Dezember 2019 zur Festlegung des allgemeinen Verbrauchsteuersystems (Neufassung) abgelöst. Darin wird unter anderem der neue Zollkodex der Union (UCC) berücksichtigt.[veraltet]

## Umsetzung in nationales Recht
Die Bestimmungen der Verbrauchsteuerrichtlinien der EU sind kein unmittelbar gültiges Recht. Sie müssen durch die Mitgliedstaaten in nationales Recht umgesetzt bzw. bei der nationalen Gesetzgebung eingehalten werden.
In Deutschland wurde die erste Fassung der Verbrauchsteuersystemrichtlinie von 1992 mit dem Verbrauchsteuerbinnenmarktgesetz in nationales Recht umgesetzt, darunter fielen Regelungen
- im Mineralölsteuergesetz (abgelöst im April 2006 durch das Energiesteuergesetz),
- im Tabaksteuergesetz,
- im Branntweinsteuergesetz (abgelöst 2018 durch das Alkoholsteuergesetz), im Biersteuer- und im Schaumweinsteuergesetz.

Seit Inkrafttreten der Richtlinie wurde als weitere harmonisierte Steuer 1999 die Stromsteuer eingeführt.
Auch rein nationale, nicht-harmonisierten Verbrauchsteuern wurden an das Verbrauchsteuersystem der EU angeglichen:
- die Kaffeesteuer,
- die Alkopopsteuer (seit 2004) und
- die Kernbrennstoffsteuer (2011–2016).

Das Bundesverfassungsgericht befand in einem Urteil 2017, dass es sich bei der Kernbrennstoffsteuer um keine Verbrauchsteuer handelte. Es handelt sich nach Auffassung des Gerichts bei Kernbrennstoffen um ein reines Produktionsmittel, die Abwälzung der Kosten sei nur in geringem Umfang möglich. Sie war also nicht darauf angelegt, vom Verbraucher getragen zu werden. Dazu hätte die Anknüpfung an die produzierte Strommenge näher gelegen.
Die Richtlinie 2008/118/EG wurde in Deutschland mit dem vierten Verbrauchsteueränderungsgesetz in nationales Recht umgesetzt (VerbrStÄndG).

## Praxis
In der Praxis erfolgt der Transport verbrauchsteuerpflichtiger Waren innerhalb der EU vor allem nach dem Prinzip der Steueraussetzung. Nur kleinere Unternehmen machen von der Möglichkeit des Transports nach Inverkehrbringen mit anschließender Erstattung Gebrauch, um die Aufwendungen einer Registrierung nach der Verbrauchsteuersystemrichtlinie zu vermeiden. Diese Form des grenzüberschreitenden Transport ohne Steueraussetzung ist, einer von der EU-Kommission in Auftrag gegebenen, 2020 veröffentlichten Studie zufolge, für Unternehmen, die Waren von einer ihrer Niederlassungen zu einer anderen transportieren, zu ineffizient und aufwändig.
Dadurch, dass die Verbrauchsteuern, insbesondere die Steuersätze, nicht vollständig harmonisiert sind, kann es insbesondere in grenznahen Gebieten weiter zu Wettbewerbsverzerrungen kommen (siehe z. B. Tanktourismus).